# Port Weller
Pour les articles homonymes, voir Weller.
Port Weller est une localité de la province canadienne de l'Ontario. Elle est située dans la municipalité régionale de Niagara. Elle se trouve au début du Canal Welland à 8 km au nord du centre de la ville de Saint Catharines dont elle fait partie tout comme Port Dalhousie. Port Weller est entouré du lac Ontario au nord, de la route Read Road (Est), de la route Linwell Road (Sud) et de Walkers Creek (Ouest).  Port Weller est découpée en deux zones par le canal Welland. La partie occidentale est plus peuplée que la partie orientale grâce aux industries présentes le long du canal.

## Curiosités
Port Weller possède de nombreux espaces verts et espaces de loisirs :
- 11 parcs
- 3 terrains de tennis et 4 de Basketball
- 4 terrains de baseball & 6 de football
- 2 écoles primaires
- 3 églises